# Metagonia martha
Metagonia martha là một loài nhện trong họ Pholcidae. Loài này được phát hiện ở México.